# Q (雜誌)
《Q》是英國的一份流行音樂雜誌，每月發行。雜誌的創始人是马克·埃朗和戴维·赫普沃斯。《Q》雜誌是英國最重要的音樂雜誌，常會在雜誌中附帶CD贈品。雜誌和格拉斯頓伯里音樂節有著密切的關係。《Q》雜誌還有自己的廣播電台和電視頻道。

## 《Q》在中国
2012年5月，《Q》杂志的中文版在中国大陆开始发行销售，又名为《Q娱乐世界》。

## 外部連結
- 《Q》官方网站（页面存档备份，存于）
- Q Magazine lists（页面存档备份，存于）
- 《Q娱乐世界》官方网站